# SN 1971M
SN 1971M – supernowa odkryta 18 sierpnia 1971 roku w galaktyce A165842+6612. W momencie odkrycia miała maksymalną jasność 19,00m.